# Сахновщинский молокозавод
Сахновщинский молокозавод (укр. Сахновщинський молокозавод) — предприятие пищевой промышленности в посёлке городского типа Сахновщина Сахновщинского района Харьковской области.

## История
Сахновщинский маслодельный завод действовал уже в 1920-е годы.
В 1930е годы в Сахновщине была создана молочно-животноводческая ферма для обеспечения предприятия необходимым количеством молока.
В ходе боевых действий Великой Отечественной войны и немецкой оккупации райцентра (октябрь 1941 — сентябрь 1943 года) все промышленные предприятия посёлка были полностью разрушены, но после войны маслозавод был восстановлен и возобновил работу.
В середине 1960-х годов за производственные достижения и высокую эффективность труда цех по производству сливочного масла Сахновщинского маслозавода получил почётное звание коллектива коммунистического труда.
В советское время маслозавод входил в число ведущих предприятий посёлка.
После провозглашения независимости Украины государственное предприятие было преобразовано в закрытое акционерное общество.
Основной продукцией завода являлись питьевое молоко, сметана и сливочное масло.
В дальнейшем, предприятие было реорганизовано в общество с ограниченной ответственностью и переименовано в «Сахновщинский молокозавод». В мае 2015 года было возбуждено дело о банкротстве завода. 10 сентября 2015 года завод был признан банкротом и началась процедура ликвидации предприятия.